# 천력지변
천력지변(天曆之變)은 원 문종(元文宗)이 천순제(天顺帝) 아수기박(阿速吉八)에게서 황위를 빼앗고, 잠시 원 명종(元明宗)에게 양위한 후 곧바로 복벽(復辟)한 사건을 말한다.
1328년, 태정제(泰定帝) 사후, 추밀원사(樞密院事) 엘 테무르(燕帖木兒)와 서안왕(西安王) 아라트나시리(阿剌忒納失里), 하남행성평장(河南行省平章) 메르키트 바얀(蔑兒乞伯顔)이 강릉(江陵)을 지키는 원 무종(元武宗)의 아들 회왕(懷王) 툭 테무르(圖帖睦爾)를 영접하고 대도(大都)에서 황제로 옹립하였으니, 곧 원 문종(元文宗)이다. 요왕(遼王) 톡토(脫脫), 양왕(梁王) 왕선(王禪), 우승상(右丞相) 타시테무르(塔失帖木兒), 좌승상(左丞相) 도라사(倒剌沙), 어사대부(御史大夫) 뉴저(紐澤)가 상도(上都)에서 태정제의 어린 아들 아속길발(阿速吉八)을 옹립하여 황제로 즉위시켰으니 천순제(天順帝)이다. 상도와 대도 사이에 전쟁이 발발하였으니, 이것이 바로 '양도지전(兩都之戰)'이라 한다. 이후, 대도 군대가 상도 군대를 격파하였고, 문종은 유일한 황제가 되었다.
툭 테무르의 형 원 명종(元明宗) 코실라(Qosila, 和世㻋)는 원 인종(元仁宗)이 알타이 산 서쪽으로 도주한 후, 차가타이(Chagatai, 察合台) 후왕이 부락을 거느리고 귀순했다. 문종이 즉위하면서 천력(天曆)으로 개원하였고, 형이 오면 양위하겠다고 선언하였다. 하산(哈散), 사디(撒迪) 등을 사신으로 보내어 코실라를 맞이하였다. 차가타이 후왕과 연변 원수 토레네(朶列捏), 구신 볼로(孛羅) 등이 코실라를 따라 동쪽으로 귀순했다. 천력 2년(1329) 정월, 코실라는 호린(和林) 북쪽에서 등극했으니, 원 명종으로, 사디를 대도로 보내어 보고했다. 3월, 문종은 중서우승상(中書右丞相) 엘 테무르를 보내어 황제의 옥새를 받들어 접해 왔다. 4월, 명종이 무령왕(武寧王) 처처두(徹徹禿)를 대도로 보내었고, 문종을 황태자로 삼았으며, 황태자의 보새를 주조하였다. 5월, 문종이 대도에서 북상하여 명종을 영접하였고, 진남왕(鎭南王) 테무르부카(帖木兒不花) 등이 수행했다. 8월 초, 명종이 상도 부근 왕올찰도(旺兀察都)에 이르러 문종과 회견하였다. 명종은 장막에서 연회를 베풀었으나, 오래지 않아 급사하였는데, 엘테무르에게 독사당했다는 설이 있다. 문종은 상도에서 제위에 복권하였다.
문종은 마음에 걸려, 임종 시에는 엘 테구스(燕帖古思)만을 남겨뒀고, 이에 명종의 어린 아들 린친발을 후계자로 삼았으니, 린친발은 원 영종이 되었으나 즉위 53일만에 요절하였다. 최후에 명종의 장자 토곤 테무르가 즉위했으니 원 순제(元順帝)이다.